# Autochloris mathani
Autochloris mathani är en fjärilsart som beskrevs av Rothschild 1911. Autochloris mathani ingår i släktet Autochloris och familjen björnspinnare. Inga underarter finns listade i Catalogue of Life.